# Cora (filme)
Cora é um filme do diretor brasileiro Gustavo Rosa de Moura e do diretor Matias Mariani, produzido pela Mira Filmes e lançado no Brasil em 2021. O filme foi exibido no Festival do Rio 2021.

## Elenco
- Vera Valdez....Isabel

## Carreira
| Festivais                                        |
| ------------------------------------------------ |
| Festival do Rio 2021(Brasil, Rio de Janeiro/ RJ) |